# 天城温泉 禅の湯
天城温泉 禅の湯（あまぎおんせん ぜんのゆ）は、静岡県賀茂郡河津町にある温泉宿。「禅」をコンセプトにしている。かつては日本ユースホステル協会に加盟してユースホステルとして営業していた。

## 概要
伊豆半島を南北に分断する天城山の天城越えを行う国道414号の道端に所在する。幕末の日米修好通商条約で知られるタウンゼント・ハリスが江戸出府の際に一泊したという慈眼院、その横にあった天城ハリスコートユースホステルが、温泉を掘り当て2007年春にリニューアルしたものが天城温泉 禅の湯ユースホステルで、寺の関係者が運営しており庫裡でもあった。2018年12月31日にユースホステルとしては閉館し、営業を続けている。

## 開業まで
小学校の教師をしていた者が宿泊施設を開設したのが始まり。寺を継ぐためにその子供が家族で河津町にUターンし、天城ハリスコートユースホステルとして再スタートした。夫婦で経営していたが、商売を終えようか考えていたころに「老後は温泉に入って暮らしたい」と思って温泉を掘ってみたところ成功。「かけ流しの良質な温泉を独り占めせずより多くの人に入ってもらいたい」と思うようになり、娘も運営に入って「天城温泉 禅の湯ユースホステル」にリニューアルした。

## アクセス
- 伊東線伊東駅 伊豆急行線伊豆急下田駅行45分 河津駅下車 バス修善寺行20分 慈眼院前下車 徒歩1分